# Zidaparha
Zidaparha fou una ciutat del nord de l'Imperi Hitita que estava en mans dels kashka al segle xiv aC i fou atacada pel rei Subiluliuma I a la part final del seu regnat, essent rebutjat pels seus defensors, en una de les poques derrotes d'aquest rei registrades als seus anals (Fets de Subiluliuma).